# Attack of the Killer Tomatoes (videojuego de 1986)
Attack of the Killer Tomatoes es un juego de computadora lanzado en 1986 para el Sinclair Spectrum, Amstrad CPC y MSX. Está basado en la comedia de 1978 del mismo nombre.
El jugador toma control de Wimp Plasbot, que trabaja en una planta de puré de tomate, y debe librar la planta de los tomates asesinos mutados, mencionados en el título.

## Argumento
Wimp Plasbot facturado a las 9:00, y estaba a punto de empezar a trabajar otro día de trabajo, cuando descubrió que los tomates habían mutado. Wimp debe destruir los tomates asesinos mientras que al mismo tiempo las pizzerías siguen siendo suministradas con el puré de los rebotes.